# Marlon Grohn
Marlon Grohn (* 1984) ist ein deutscher Autor, Blogger und Herausgeber. Er lebt und arbeitet in Köln.

## Leben und Werk
Grohn studierte Soziologie und Germanistik. 2008 entstand das Blog „Lyzis' Welt“, das sich, oft auf überspitzte und persiflierende Weise Themen wie Kommunismus, Literatur, linke Szenen, Blogosphäre und Netz- wie Popkultur widmete. Es fand über die Grenzen der Blogosphäre hinaus Beachtung, etwa in Dietmar Daths Roman „Leider bin ich tot“.
2019 veröffentlichte Grohn das Buch „Kommunismus für Erwachsene. Linkes Bewusstsein und die Wirklichkeit des Sozialismus“, das einige der Themen des Blogs aufgriff. 
In den „Marxistischen Blättern“ heißt es, zwar gewännen Grohns Ausführungen vor allem in der Auseinandersetzung mit Antikommunisten „Schwung“ und „überzeugen durch manch kluge Beobachtung und erfreuen durch einen nicht selbstverständlichen Wortwitz“. Vor allem der dritte Teil des Buches aber zeige, „dass Grohn vor nichts bange ist.“ „Wer ihm bis hierher mit einer freundlichen Nachsicht gefolgt ist, wird wohl jetzt widersprechen müssen.“
2020 gab Grohn gemeinsam mit Dietmar Dath die Zitate-Sammlung „Hegel to go. Vernünftige Zitate“ heraus. Christof Meueler schrieb im ND, die Einleitung des Buches sei „kürzer als ein normales linkes Flugblatt und trotzdem eine splendide Verdeutlichung des philosophischen Ansatzes von Hegel“. Das gelte auch für die „‚vernünftigen' Hegel-Zitate: sehr lässig und lehrreich.“ Die Berliner Zeitung befand hingegen, das Buch werde „die Hegel-Lektüre nicht erleichtern“. Im Gegenteil, „Hegels Wissenschaft der Logik liest sich wie ein Krimi von Agatha Christie verglichen mit dieser Hegel-Anthologie.“ Es sei eher was für „die Wagemutigen“.
Im Oktober 2020 referierte Grohn auf der 13. wissenschaftlichen Tagung der „Peter-Hacks-Gesellschaft e.V.“ zum Thema Volk, Demokratie und Absolutismus bei Peter Hacks.
Im Februar 2021 erschien Grohns Buch „Hass von oben, Hass von unten. Klassenkampf im Internet“ im Verlag Das Neue Berlin, das den gesellschaftlichen Umgang mit dem Phänomen Netzhass thematisiert. „Je nach Belieben fallen die unterschiedlichsten Phänomene wie persönliche Beleidigung, Verleumdung, Wut, Provokation, Kunst, Faschismus oder Klassenkampf unter das 'Hass'-Verdikt“, heißt es in den Verlagsinformationen. „Der Kampf gegen das Symptom Hass“ diene dabei „der Ablenkung von Verhältnissen, die seine Ursache sind.“

## Veröffentlichungen (Auswahl)
- Die Tyrannei des Unernsten Der Ironiker ist der Wiederkäuer des Status quo - eine Abrechnung. In: Neues Deutschland am 12. März 2021.
- Hass von oben, Hass von unten. Klassenkampf im Internet. Das Neue Berlin, Berlin 2021, ISBN 978-3-360-01373-6.
- mit Dietmar Dath: HEGEL to go. Vernünftige Zitate. Verlag Neues Leben, Berlin 2020, ISBN 978-3-355-01895-1.
- Kommunismus für Erwachsene. Linkes Bewusstsein und die Wirklichkeit des Sozialismus. Das Neue Berlin, Berlin 2019, ISBN 978-3-360-01355-2.
- Die Verteidigung Goethes. Essays zur Klassik. Eulenspiegel Verlag, Berlin 2023, ISBN 978-3-359-03053-9.